# Blood Diamond
Blood Diamond er en Oscar-nomineret film fra 2006, instrueret og produceret af Edward Zwick. Leonardo DiCaprio, Jennifer Connelly og Djimon Hounsou har hovedrollerne i filmen. Titlen refererer til bloddiamanter, der er diamanter gravet ud i krigszoner og solgt for at finansiere konflikterne. Til Oscaruddelingen 2007 var filmen nomineret til fem Oscar-statuetter, inklusive priserne for bedste mandlige hovedrolle (Leonardo DiCaprio) og beste mandlige birolle (Djimon Hounsou), men vandt ingen.

## Handling
Filmens handling foregår under borgerkrigen i Sierra Leone i 1999, og handler om et land, der bliver revet i stykker af en kamp mellem parter, som er lige voldelige og hensynsløse i sin kamp.
Filmen begynder med at Solomon Vandy (Djimon Hounsou) bliver kidnappet af Revolutionary United Front (RUF). Han bliver separeret fra familien og sendt til at arbejde som slave i diamantgravene under kommando af Kaptajn Poison (David Harewood). Diamanterne slaverne finder, bliver anvendt af RUF til at købe våben og finansiere deres aktioner.
Mens han arbejder i diamantgravene finder Solomon en stor rosa diamant. Kaptajn Poison lægger mærke til Solomon med diamanten, men i det samme øjeblik bliver gravene angrebet af tropper fra regeringen, og Solomon begraver diamanten lige før han bliver arresteret.
I fængslet møder Solomon, Danny Archer (Leonardo DiCaprio), en tidligere soldat i SADF som er blevet arresteret for at have smuglet diamanter. Han smuglede for den sydafrikanske lejesoldat Oberst Coetzee. Archer er desperat efter at finde en måde at betale Coetzee tilbage for diamanterne han mistede da han blev arresteret. Han overhører Poisons samtale med Solomon om diamanten han fandt før han blev arresteret, og Archer lægger en plan om hvordan han skal finde stenen. Han tilbyder at hjælpe Solomon med at finde sin familie i bytte for diamanten.

## Rolleliste
| Skuespiller       | Rolle             |
| ----------------- | ----------------- |
| Djimon Hounsou    | Solomon Vandy     |
| Leonardo DiCaprio | Danny Archer      |
| Jennifer Connelly | Maddy Bowen       |
| Kagiso Kuypers    | Dia Vandy         |
| Arnold Vosloo     | Col. Coetzee      |
| Antony Coleman    | Cordell Brown     |
| Benu Mabhena      | Jassie Vandy      |
| David Harewood    | Capt. Poison      |
| Basil Wallace     | Benjamin Kapanay  |
| Jimi Mistry       | Nabil             |
| Michael Sheen     | Simmons           |
| Marius Weyers     | Van De Kaap       |
| Stephen Collins   | Ambassador Walker |
| Ntare Mwine       | M'Ed              |